# Kodreti
Kodreti so naselje v Občini Komen.